# Фотиадева къща
Фотиадевата къща (на гръцки: Οικία Φωτιάδη) е архитектурна забележителност в град Солун, Гърция.

## Местоположение
Къщата е разположенa на улица „Юстинианос“ № 27.

## История
Построена е на парцел 83/9 от Пожарната зона в 1928 година по планове на В. Василиадис и е собственост на Йоанис Кандзас. До 1929 година собственик и обитател на сградата е Хариклия Туцилиду, бежанка от Битоля. В 1939 година тя дава под наем първия етаж на семейството на Фотиос Фотиадис. В 1954 година вторият етаж е закупен от съпругата му Анастасия и тогава е добавен подпокривният етаж, който е използван отчасти като перално помещение, а останалата част като самостоятелен апартамент. В 1963 година е закупена от Анонимната солунска компания за недвижими имоти и строителство. обявена е за паметник на културата в 1983 година и от 1985 година е необитаема.

## Архитектура
Сградата се състои от сутерен, повдигнат партер, два етажа и малка пристройка на покрива. Фасадата се характеризира със силна симетрия. На височината на етажите и по вертикалната ос на симетрия има балкони, които носят забележителна железни елементи и се поддържат от сложни еркери с релефни декорации. Отворите са рамкирани и открояват двата етажа. Украсата е изпълнена с меандри и вертикални мотиви. Общата организация и отделните морфологични елементи разкриват еклектично настроение с прост изказ. Първият и вторият етаж са със стандартен план и до тях се стига чрез централно стълбище. Жилищните зони са разположени около централното фоайе, което комуникира с двете спални в предната част и трапезарията. Останалите части (кухня, склад и санитарен възел) са свързани чрез коридор. Подовите настилки са дюшеме, а в помощните помещения циментова замазка. Сградата поддържа оригиналните си дървени рамки, вътрешни и външни, в отлично състояние, с изключение на тези от задната страна, които са заменени с други дървени. В приемната на втория етаж има щамповани стенописи, които са повредени от влагата. Първоначалният проект се различава от окончателния вид с промени, настъпили по време на строителството - премахване на тристранната подредба и проекцията на етажния план и фасадата, създаване на балкон на първия и втория етаж, липса на магазин на приземния етаж , опростяване на декорациите по фасадата. В 1959 година е монтирано централно отопление на втория и третия етаж, като котелното помещение е разположено в сутерена. Конструктивно сградата се състои от хоризонтални стоманобетонни плочи и носеща зидария от плътни оптични тухли. Само в основата на сградата се вижда каменна зидария.